# Peugeot 407
Peugeot 407 je automobil střední třídy vyráběný v letech 2004 až 2011 francouzskou automobilkou Peugeot. Nahradil Peugeot 406. Vyráběl se jako dvoudveřové kupé, čtyřdveřový sedan a nebo pětidveřové kombi s názvem 407 SW.
Design modelu měl vytvořit novou image značky a vychází ze studie Peugeot 407 Elixir (platí pro sedan a kombi). Kupé vzniklo až později ze studie 407 Prologue, která však měla velmi blízko k produkční verzi. Na modelu 407 se poprvé objevil velký otvor chlazení v předním nárazníku. V roce 2008 prošel model drobným faceliftem.
Peugeot 407 v bílé barvě je automobilem hlavního hrdiny ve filmu Taxi 4.

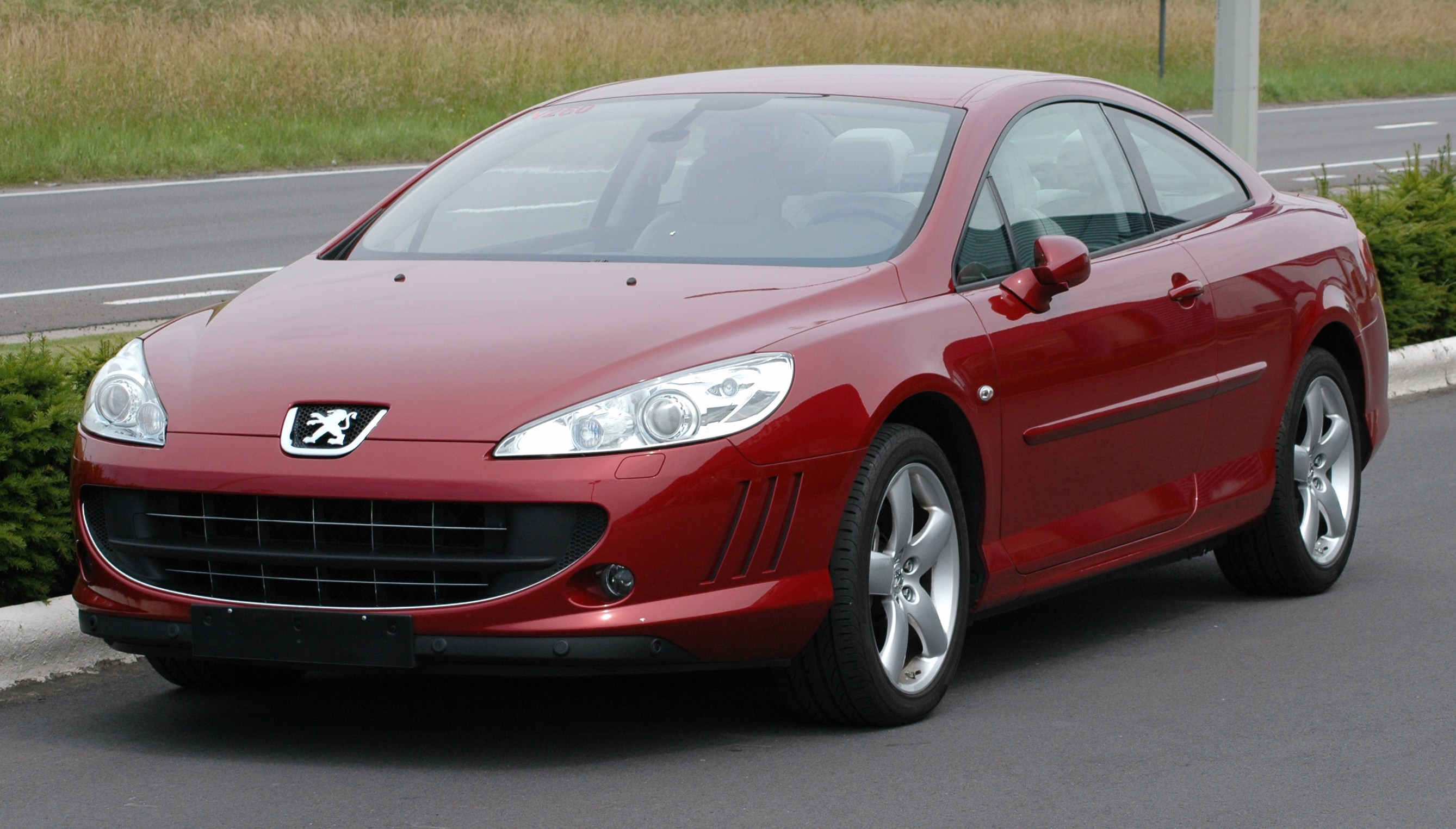
Peugeot 407 Coupé
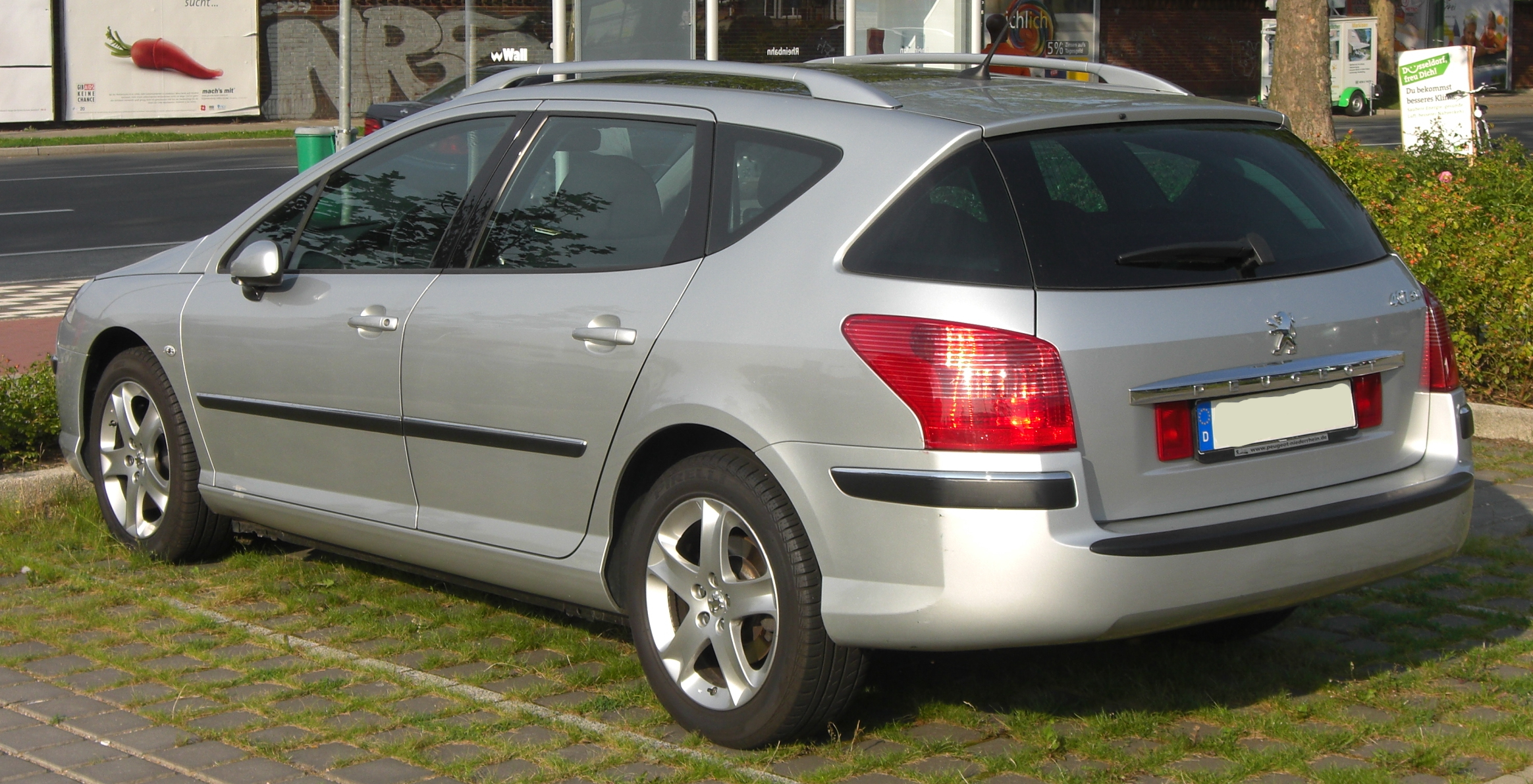
Peugeot 407 SW

## Motory
| Model           | Motorová řada   | Kód motoru      | Počet válců     | Počet ventilů   | Ventilový rozvod | Vrtání × zdvih [mm] | Zdvihový objem [cm3] | Max. výkon [kW při ot./min] | Max. točivý moment [Nm při ot./min] |
| Zážehové motory | Zážehové motory | Zážehové motory | Zážehové motory | Zážehové motory | Zážehové motory  | Zážehové motory     | Zážehové motory      | Zážehové motory             | Zážehové motory                     |
| --------------- | --------------- | --------------- | --------------- | --------------- | ---------------- | ------------------- | -------------------- | --------------------------- | ----------------------------------- |
| 1,8i 16V        | EW7 J4          | 6FZ             | R4              | 16V             | DOHC             | 82,7 × 81,4         | 1749                 | 85 (115) při 5500           | 163 při 4000                        |
| 1,8i 16V        | EW7 A           | 6FY             | R4              | 16V             | DOHC             | 82,7 × 81,4         | 1749                 | 92 (125) při 6000           | 170 při 3750                        |
| 2,0i 16V        | EW10 J4         | RFN             | R4              | 16V             | DOHC             | 85,0 × 88,0         | 1997                 | 100 (136) při 6000          | 190 při 4100                        |
| 2,0i 16V        | EW10 A          | RFJ             | R4              | 16V             | DOHC             | 85,0 × 88,0         | 1997                 | 103 (140) při 6000          | 200 při 4000                        |
| 2,2i 16V        | EW12 J4         | 3FZ             | R4              | 16V             | DOHC             | 86,0 × 96,0         | 2230                 | 116 (158) při 5650          | 217 při 3900                        |
| 2,2i 16V        | EW12 J4         | 3FY             | R4              | 16V             | DOHC             | 86,0 × 96,0         | 2230                 | 120 (163) při 5875          | 220 při 4150                        |
| 3,0i V6 24V     | ES9 A           | XFV             | V6              | 24V             | 2 × DOHC         | 87,0 × 82,6         | 2946                 | 155 (211) při 6000          | 290 při 3750                        |
| Vznětové motory |                 |                 |                 |                 |                  |                     |                      |                             |                                     |
| 1,6 HDi 16V     | DV6 TED4        | 9HZ             | R4              | 16V             | DOHC             | 75,0 × 88,3         | 1560                 | 80 (109) při 4000           | 240 při 1750                        |
| 2,0 HDi 16V     | DW10 BTED4      | RHR             | R4              | 16V             | DOHC             | 85,0 × 88,0         | 1997                 | 100 (136) při 4000          | 320 při 2000                        |
| 2,0 HDi 16V     | DW10 BTED4      | RHF             | R4              | 16V             | DOHC             | 85,0 × 88,0         | 1997                 | 103 (140) při 4000          | 320 při 2000                        |
| 2,0 HDi 16V     | DW10 CTED4      | RHH             | R4              | 16V             | DOHC             | 85,0 × 88,0         | 1997                 | 120 (163) při 3750          | 340 při 2000–3000                   |
| 2,2 HDi 16V     | DW12 BTED4      | 4HT             | R4              | 16V             | DOHC             | 85,0 × 96,0         | 2179                 | 125 (170) při 4000          | 370 při 1500                        |
| 2,7 HDi V6 24V  | DT17 TED4       | UHZ             | V6              | 24V             | 2 × DOHC         | 81,0 × 88,0         | 2720                 | 150 (204) při 4000          | 440 při 1900                        |
| 3,0 HDi V6 24V  | DT20 C          | –               | V6              | 24V             | 2 × DOHC         | 84,0 × 90,0         | 2993                 | 177 (240) při 3800          | 450 při 1600–3600                   |

Kromě výše uvedených motorů byl ještě koncept 4,2 GT V12 HDi.

## Rozměry
- Rozvor – 2725 mm
- Délka – kupé 4815 mm, sedan 4676 mm, kombi 4763 mm
- Šířka – kupé 1868 mm, sedan a kombi 1811 mm
- Výška – kupé 1400 mm, sedan 1445 mm, kombi 1471 mm